# Mortal Kombat 1
Mortal Kombat 1 é um jogo eletrônico de luta desenvolvido pela NetherRealm Studios e publicado pela Warner Bros. Games. Ele é o décimo segundo título principal da série Mortal Kombat, e seu segundo reboot depois de Mortal Kombat (2011). O jogo foi lançado em 19 de setembro de 2023 para PlayStation 5, Xbox Series X/S, Nintendo Switch e Windows.
Além de ser um reboot, o jogo é uma sequência de Mortal Kombat 11, se passando em uma nova linha do tempo criada por Liu Kang na expansão Aftermath, lançada para o jogo anterior. Nessa nova linha do tempo, Kang reúne um grupo de lutadores para participar do torneio Mortal Kombat enquanto tenta lidar com uma aliança formada pelo titã Shang Tsung. Na expansão que se seguiu, Khaos Reigns, Liu Kang e seus aliados devem lidar com o titã Havik.
As versões para PlayStation 5, Xbox Series X/S e Windows de Mortal Kombat 1 receberam, em geral, avaliações positivas dos críticos, com elogios à fidelidade visual, ao elenco e às novas mecânicas, mas críticas às microtransações. A versão para Nintendo Switch foi recebida negativamente por seus problemas técnicos, gráficos e longos tempos de carregamento. Mortal Kombat 1 vendeu mais de 4 milhões de cópias até agosto de 2024.

## Enredo
Após os eventos de Mortal Kombat 11 e sua expansão Aftermath, Liu Kang, agora Deus do Fogo, recria a linha do tempo utilizando a Ampulheta. Em sua Nova Era, as pessoas tem maior liberdade para escolher os próprios destinos, embora alguns vilões tivessem suas vidas alteradas a fim de garantir a paz. Após isso, ele deixa o artefato sob os cuidados de Geras e se torna Protetor do Plano Terreno. Porém Shang Tsung, agora um vendedor falido, recebe uma visita de uma estranha que lhe fala sobre sua vida bem-sucedida na linha do tempo anterior, o que o faz se desviar do destino que antes lhe fora atribuído por Liu Kang, pondo em risco a paz entre a Exoterra e o Plano Terreno.

## Personagens
A versão base de Mortal Kombat 1 apresenta 22 personagens jogáveis na forma de versões recriadas de personagens anteriores de Mortal Kombat, incluindo vários que não apareciam desde Mortal Kombat: Armageddon (2006). Um personagem adicional, Shang Tsung, foi oferecido como bônus de pré-venda. Seis personagens adicionais (os personagens convidados são mostrados abaixo em itálico) foram lançados após o lançamento por meio dos pacotes de conteúdo para download (DLC) “Kombat Packs”, sendo que o primeiro pacote também inclui uma skin para Johnny Cage com a imagem e a voz de Jean-Claude Van Damme, enquanto o segundo pacote teve seus três personagens originais lançados ao lado da história "Khaos Reigns", lançando seus três personagens convidados separadamente em datas anunciadas posteriormente.
Kameo Fighters são um grupo de personagens parceiros que podem auxiliar os lutadores principais durante as lutas, criando mais possibilidades de jogo. O jogo base inclui 15 Kameo Fighters, com mais cinco adicionados posteriormente ao jogo através de DLC, todos provenientes da franquia Mortal Kombat com exceção de uma nova criação, Janet Cage. Esses personagens são selecionados separadamente da lista principal de lutadores. Alguns personagens podem aparecer tanto como Kameo Fighters quanto como lutadores jogáveis.
| - Ashrah - Baraka - General Shao - Geras - Havik - Johnny Cage - Kenshi - Kitana - Kung Lao - Li Mei - Liu Kang - Mileena - Nitara | - Raiden - Rain - Reiko - Reptile - Scorpion - Shang Tsung - Sindel - Smoke - Sub-Zero - Tanya Kombat Pack 1 - Ermac | - Homelander - Omni-Man - Pacificador - Quan Chi - Takeda Kombat Pack 2 (Khaos Reigns) - Conan - Cyrax - Ghostface - Noob Saibot - Sektor - T-1000 |

| - Cyrax - Darrius - Frost - Goro - Jax Briggs - Kano - Kung Lao - Motaro - Sareena - Scorpion - Sektor | - Shujinko - Sonya Blade - Stryker - Sub-Zero Kombat Pack 1 - Ferra - Janet Cage - Khameleon - Mavado - Tremor |

## Desenvolvimento
Após cessar o suporte para Mortal Kombat 11, a NetherRealm Studios revelou que estava trabalhando em um novo projeto em julho de 2021. O dublador de Johnny Cage, Andrew Bowen, indicou que a décima segunda parcela estava em desenvolvimento em um tweet excluído às pressas.
Em 18 de maio de 2023, a NetherRealm Studios anunciou Mortal Kombat 1 com data de lançamento para 19 de setembro de 2023. É uma reinicialização da série e se passa na linha do tempo da Nova Era criada por Liu Kang depois que ele alcançou a divindade em Mortal Kombat 11 em 2019. A NetherRealm Studios também anunciou que aqueles que encomendarem qualquer versão do jogo para PS5 e Xbox Series antes do lançamento também receberão acesso a uma versão beta em agosto e, após o lançamento do jogo, a NetherRealm fornecerá cross-play e cross-progression.

## Recepção
Mortal Kombat 1 recebeu análises "geralmente favoráveis" da crítica especializada para suas versões para Windows, PlayStation 5 e Xbox Series X/S, de acordo com o agregador de críticas Metacritic.
A versão para Nintendo Switch foi criticada no lançamento por sua baixa qualidade gráfica, longos tempos de carregamento, baixo desempenho e várias falhas. Mitchell Saltzman, da IGN, que havia dado à versão para PlayStation 5 uma nota 8 de 10, deu à versão para Switch uma nota 3, declarando: “Há uma pitada de um grande jogo de luta ainda aparecendo através dos fundos borrados, mas seus horrendos tempos de carregamento, taxa de quadros inconsistente, visuais turvos e uma infinidade de bugs tornam a versão para Switch uma maneira totalmente irritante de jogar o que é um grande jogo de luta em outras plataformas”. Para tratar dos problemas de lançamento da versão para Switch e do compromisso da NetherRealm Studios com a versão para Switch, o criador da série, Ed Boon, disse a veículos de mídia como a BBC Newsbeat que “qualquer coisa que virmos que não seja aceitável será absolutamente resolvida” e “ela (a versão para Switch) terá suporte, como fizemos com Mortal Kombat 11!”

### Vendas
Em 27 de janeiro de 2024, a Warner Bros. Games anunciou que Mortal Kombat 1 havia vendido 3 milhões de cópias. Até agosto de 2024, o jogo havia vendido mais de 4 milhões de cópias.

## Ligação externa
Website oficial